# Comté de Uinta
Pour les articles homonymes, voir Uinta.
Ne doit pas être confondu avec Comté de Uintah.
Le comté de Uinta (en anglais : Uinta County) est un comté américain de l'État du Wyoming dont le siège est Evanston. Selon le recensement de 2010, sa population s'élève à 21 118 habitants.
Situé dans le sud-ouest du Wyoming, il borde le comté de Summit (au sud-ouest) et le comté de Rich (à l'ouest), tous deux en Utah, ainsi que le comté de Lincoln (au nord) et le comté de Sweetwater (à l'est) au Wyoming.